# Hüttig
La Hüttig AG di Dresda è stata una azienda produttrice di macchine fotografiche fondata nel 1856 da Richard Hüttig.
Nel 1906 diventò il più grande produttore di macchine fotografiche tedesco con 800 dipendenti, inoltre fu la prima azienda al mondo che produsse una reflex: la Zeus Spiegel Kamera. 
Nel 1904 aveva in catalogo circa 90 modelli di fotocamere in 400 versioni diverse.
Nel 1909 si fuse con altre tre aziende: la Kamerawerk Dr. Krügener a Francoforte, la Wünsche AG in Reick vicino a Dresda e Carl Zeiss Palmos AG di Jena fondando la ICA (Internationale Camera Ag).

## Produzione
- AFPI

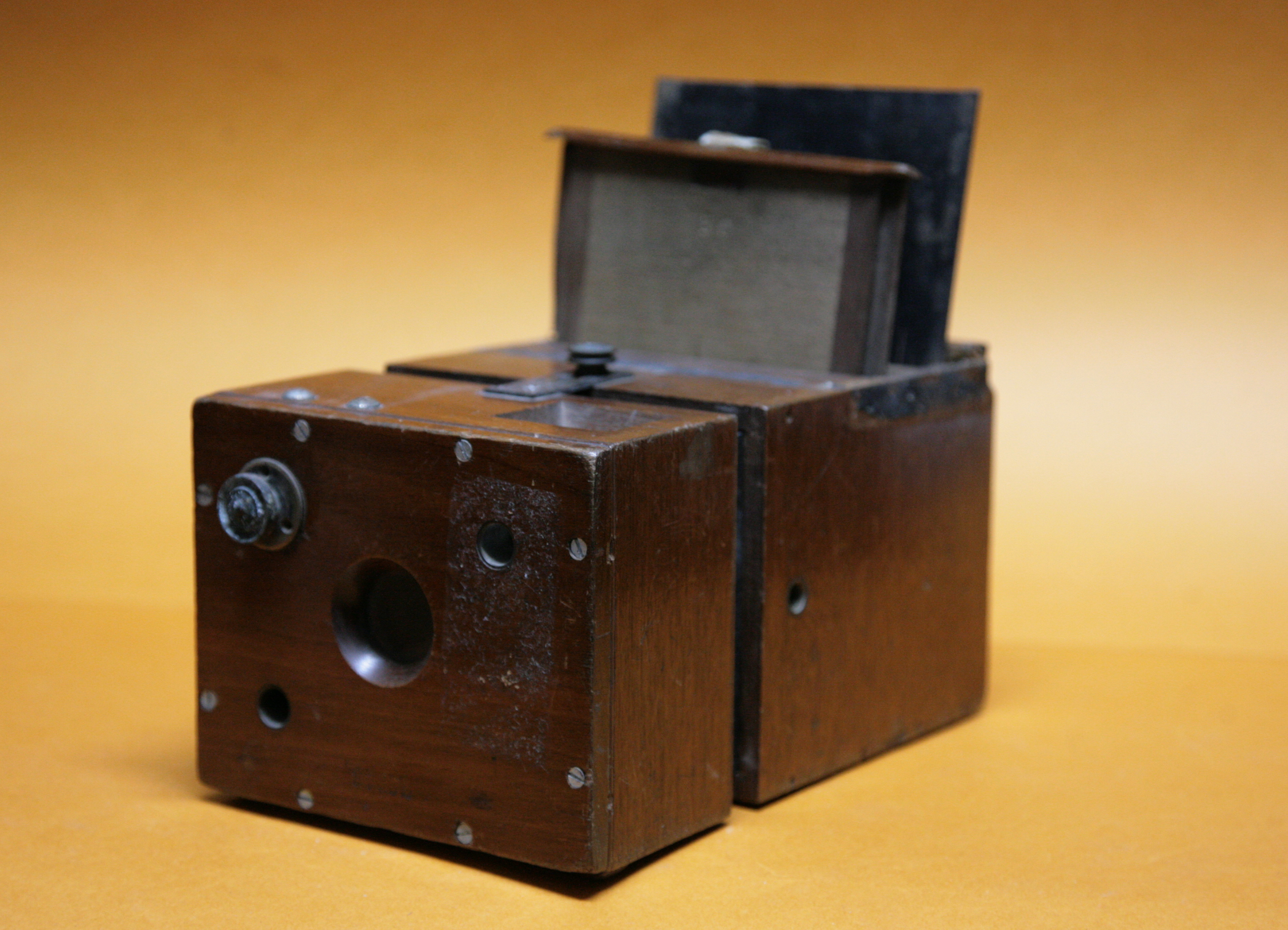
Huttig Detective Camera Tropen 1892

- Atom (4,5 × 6 centimetri pieghevole, 1908)
- Aviso (fotocamera magazine 4.5 × 6 cm, 1907)
- Box Kamera (1890)
- Briefmarkenkamera (in precedenza venduto in Inghilterra da Butcher 's)
- Cameo & Cameo Stereo
- Carmen
- Cosmopolit
- Cupido
- Cupido Stereolette
- Elegante
- Trucioli sottili
- Fichtners Excelsior Geheimkamera
- Furror Detektiv Kamera
- Gnom (4,5 × 6, 6,5 × 9 o 9 × 12 fotocamera magazine, 1900)
- Halifax
- Hekla
- Helios I, II, Stereopanorama
- Hochtourist
- Ideal (9 × 12 centimetri pieghevole, 1908)
- Stereo Ideal
- Ingo
- Jelco
- Luglio
- Lloyd
- Merkur (box, 1900)
- Monopol Monopol stereo
- Trilby Magazinkamera (1905)
- Zeus Detectivkamera
- Zeus Spiegel-Kamera (1896) I & II